# 劉奕成
劉奕成（1970年—），生於台灣台中市，銀行家，曾任悠遊卡公司董事長、巴克萊銀行台北分行董事總經理及台灣投資銀行部主管、桃園捷運公司董事長和將來銀行總經理。現為中信金控科技長、和鼎創投副董事長。

## 生平
出生於台中縣東勢鎮(改制後為台中市東勢區)，父親為土木工程包商，主要承包台灣的水庫與隧道工程。劉奕成中學就讀台北市光復國小、仁愛國中，建國中學，台灣大學工商管理學系畢業。就讀台大期間，曾四次取得台大書卷獎。
大學畢業後，獲得日本第一勸業銀行（瑞穗銀行前身之一）獎學金，進入日本券商當櫃台行員。曾短暫轉職至雜誌社，擔任《天下》雜誌記者。後至美國賓夕法尼亞州留學，於費城華頓商學院攻讀碩士課程，取得華頓商學院財務管理及策略管理碩士，期間曾至日本慶應大學研修，成為碩士交換生。畢業後，進入摩根大通投資銀行紐約分行工作。隨後，轉調摩根大通投資銀行香港分公司。
2003年回到台灣，國泰世華銀行某部門經理，歷任多項職務。後得到蔡宏圖的賞識，成為國泰金控集團最年輕的副總經理，在擔任國泰金控副總經理期間，代表國泰世華銀行出任悠遊卡董事代表。
2004年，認識導演楊順清，為《台北二一》提供拍片資金。也資助台南人劇團蔡柏璋、王希文的演出。2007年，以自己的房屋作為抵押，經導演楊順清介紹，協助魏德聖拍攝的《海角七號》電影調度資金。
2011年，繼連勝文之後，劉奕成成為悠遊卡公司董事長。2012年，卸下悠遊卡公司職務，轉任巴克萊銀行台北分行總經理。同年，以個人名義，投資舞台劇《木蘭少女》，以及電影《BBS鄉民的正義》、《騷人》等。
其後劉奕成加入中國信託商業銀行負責信用卡與新興支付業務，後轉往金控陸續擔任研發長與台彩董事長職位，2018年劉奕成離開中國信託金控，成為LINE集團台灣最高主管之一。
2019年被挖角至台灣首間純網路銀行將來銀行任職籌備處執行長，期間《鏡週刊》報導劉奕成薪資達年薪為新台幣7,000萬，事後證實為錯誤爆料，後來週刊也將該新聞自網站下架。
2020年1月，劉奕成正式出任將來銀行總經理，但於隔年3月向董事會提出請辭。